# Shamsul Maidin
Shamsul Maidin est un arbitre international de football, de nationalité singapourienne, né le 16 avril 1966.

## Carrière d'arbitre
Shamsul Maidin a été arbitre de la FIFA pendant 12 ans jusqu'en 2007,.
Il a officié en tant qu'arbitre pendant les tournois suivants :
- Coupe du monde de football 2006
- Phase qualificative de la coupe du monde de football 2006
- Coupe des confédérations 2005
- Coupe d'Afrique des nations de football 2006
- Coupe d'Asie des nations de football 1996, 2000 et 2004

## Récompenses
Il a été élu à quatre reprises arbitre de l'année du championnat de Singapour de football en 1997, 1998, 1999 et 2001.